# Ало, Жан
Жан Ало (фр. Jean Alaux; 15 января 1786[…], Бордо — 2 марта 1864[…], quai de Conti, VI округ Парижа) — французский художник.

## Биография
Родился в крупном портовом городе Бордо на юго-западе Франции, в семье, тесно связанной с изобразительным искусством. Художниками были отец Жана и два его брата, причём один из них снискал себе достаточную известность как литограф и гравёр. Продолжая семейную традицию, Жан Ало поступил сперва в Школу изящных искусств Бордо, где учился у Пьера Лакура, а затем в Парижскую школу изящных искусств, в мастерскую Пьера-Нарсиса Герена, где его однокурсником был художник-баталист Орас Верне.
В 1814 году Жан Ало выиграл Римскую премию II степени, а в 1815 году — Римскую премию I степени, за картину на заданную тему: «Брисеида оплакивает тело Патрокла в шатре Ахилла». По правилам премии, Ало, как её обладатель, за государственный счёт отправился в Рим, где четыре года прожил на Вилле Медичи и подружился с Энгром. Творческими результатами этой дружбы стали два портрета Ало работы Энгра и картина «Мастерская Энгра» работы Ало.
Ало был известен как автор картин на исторические и мифологические темы, и в этом качестве пользовался широчайшим признанием современников-французов при всех сменах политического режима. Римскую премию он выиграл ещё при Наполеоне. В эпоху Второй реставрации Бурбонов (1815—30) Ало в 1824 году получил медаль I степени Парижского Салона, а в 1828 году был награждён орденом Почётного легиона. После Июльской революции 1830 года стал любимым художником короля Луи-Филиппа и работал по его заказам в Версале. При Второй империи Наполеон III доверил художнику расписать большой купол Люксембургского дворца и отреставрировать росписи во дворце Фонтенбло.
В 1848 году Ало получил следующую, офицерскую, степень ордена Почётного легиона, с 1847 по 1852 год возглавлял Французскую академию в Риме, а в 1851 году был избран действительным членом Парижской академии изящных искусств — честь, которой удостаивались немногие.
Жан Ало был женат на художнице Фанни Ало (урождённой Леже), которая в первом браке была женой его рано умершего друга Луи Венсана Леона Пальера. Некоторые из их потомков тоже стали художниками, например, Гюстав Ало (1887—1965) и Жан-Пьер Ало (1925—2020).
Жан Ало скончался в 1864 году в Париже и был похоронен на кладбище Монмартр.

## Галерея

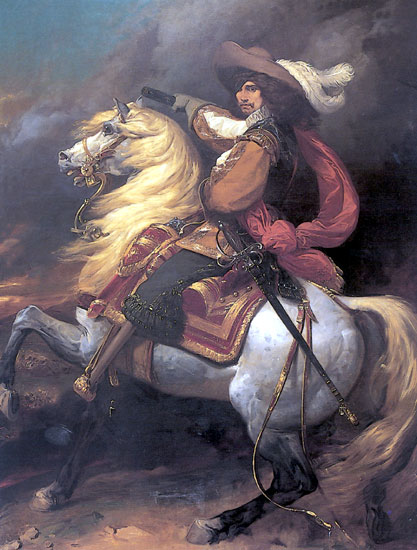
Маршал Франции Иосиас Ранцау. 1834, Версаль
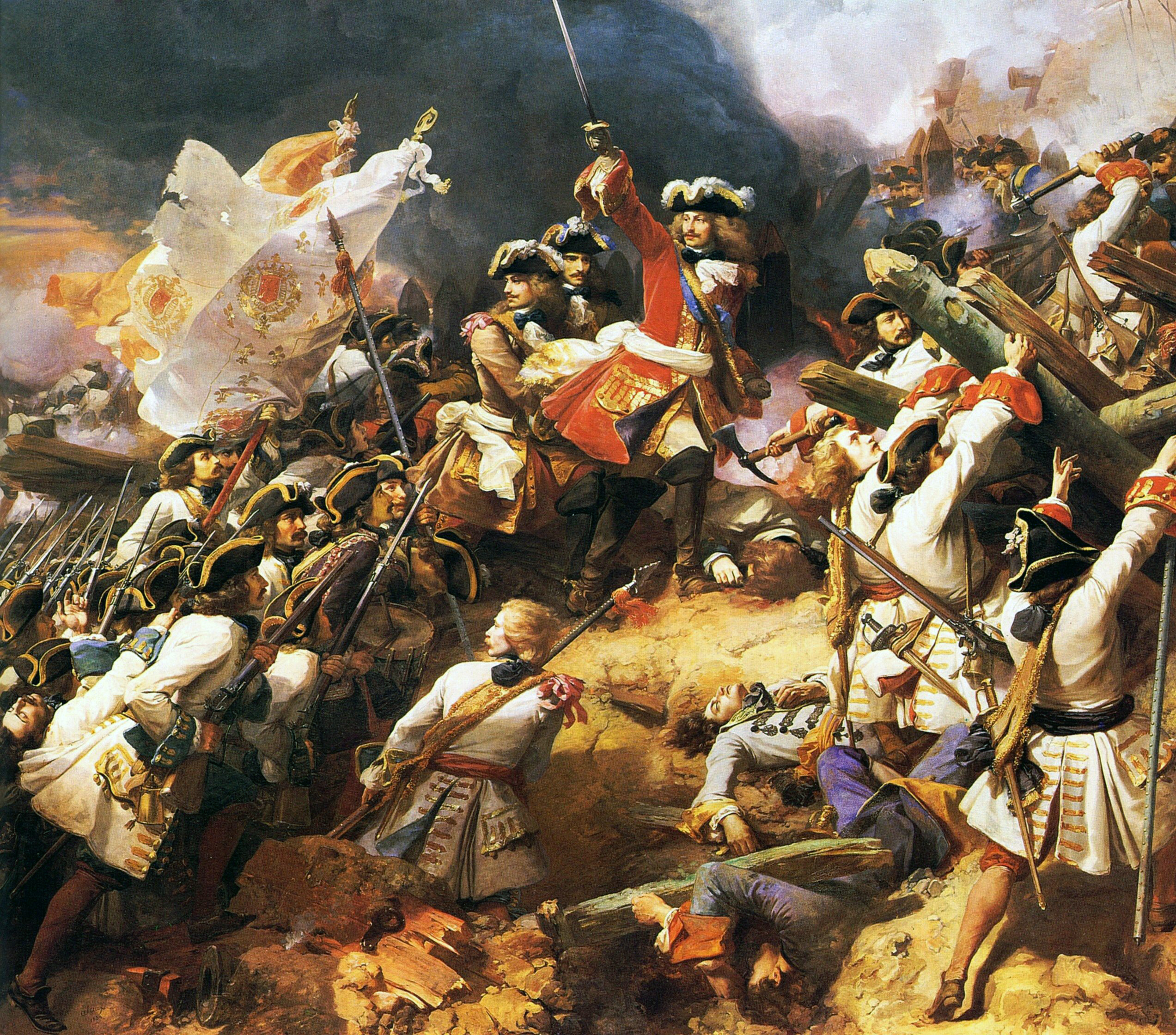
Главный маршал Франции Виллар при Денене. 1839, Версаль
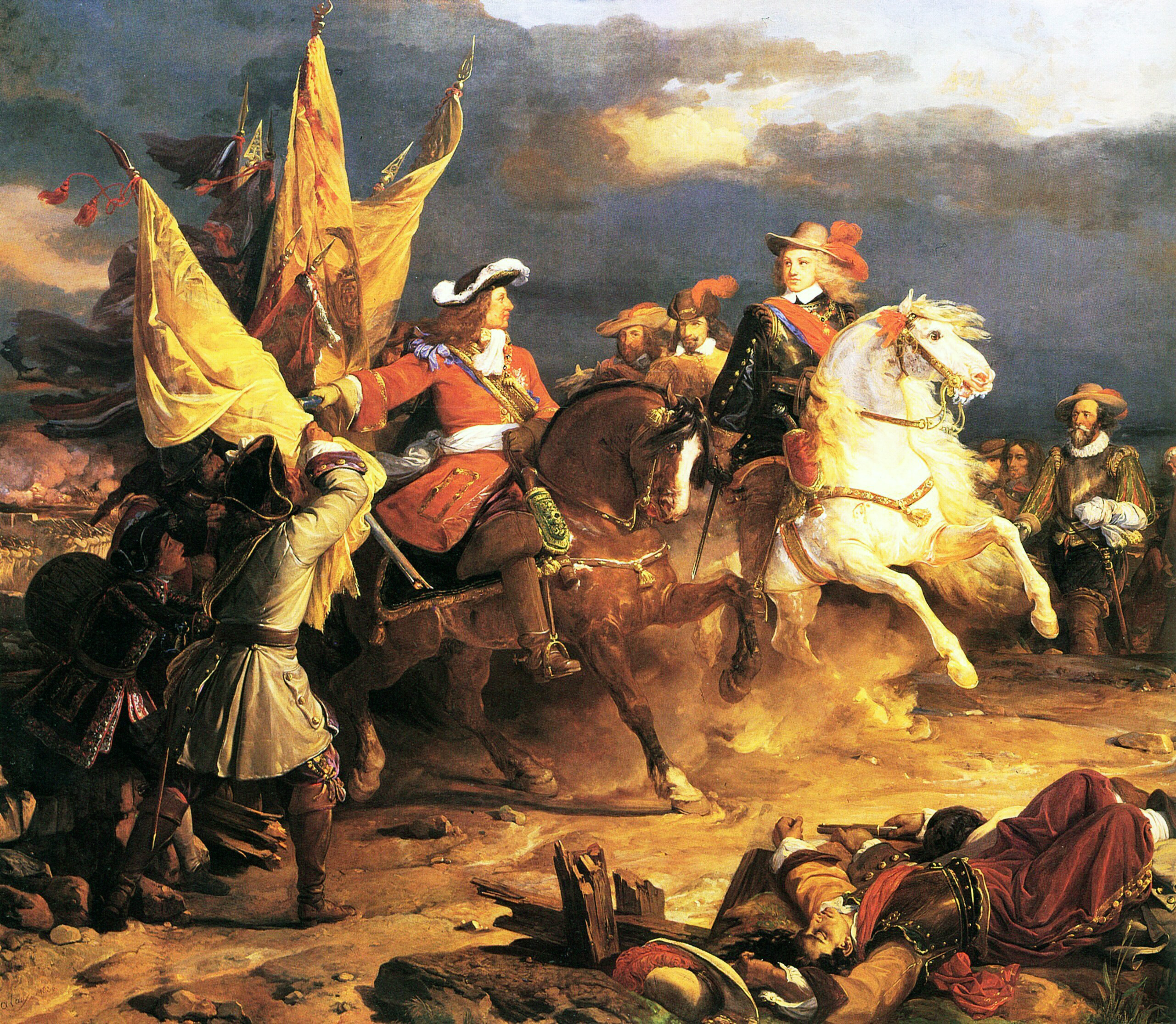
Французский полководец герцог Луи Жозеф де Вандом и король Испании Филипп V в сражении при  Вильявисьосе. 1836, Версаль
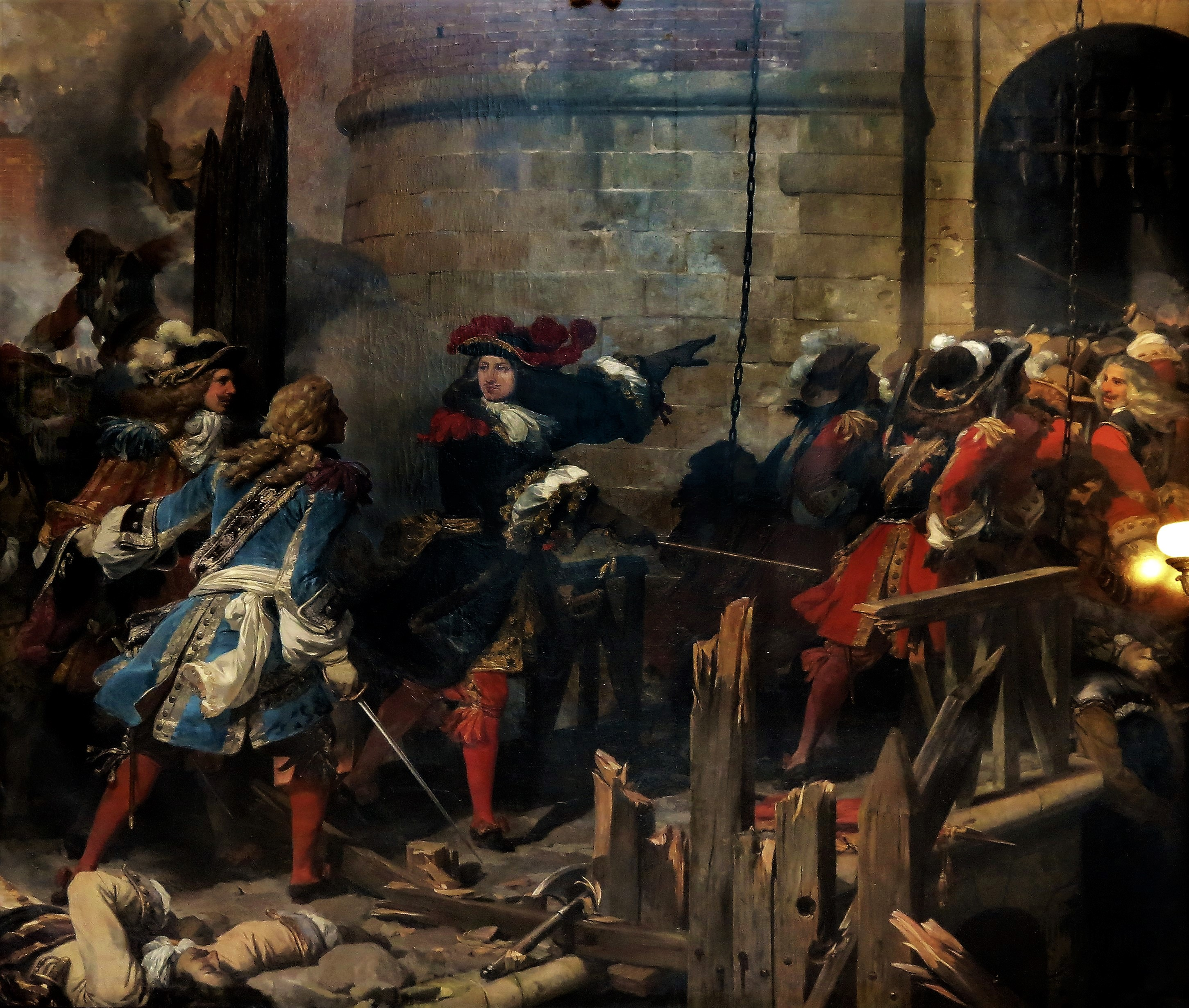
Эпизод осады Валансьена
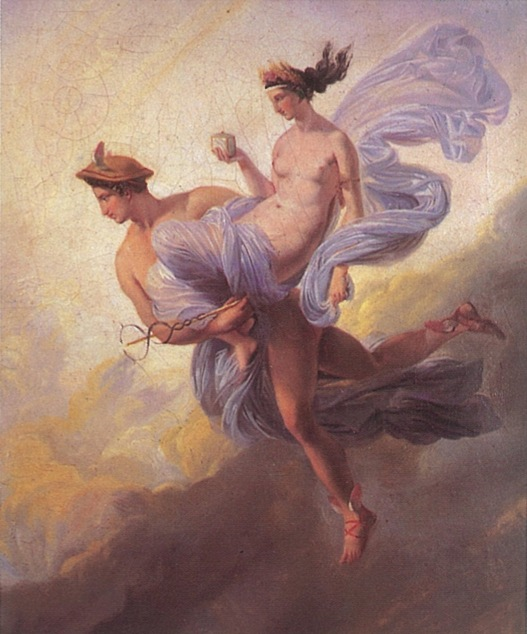
Гермес и Пандора
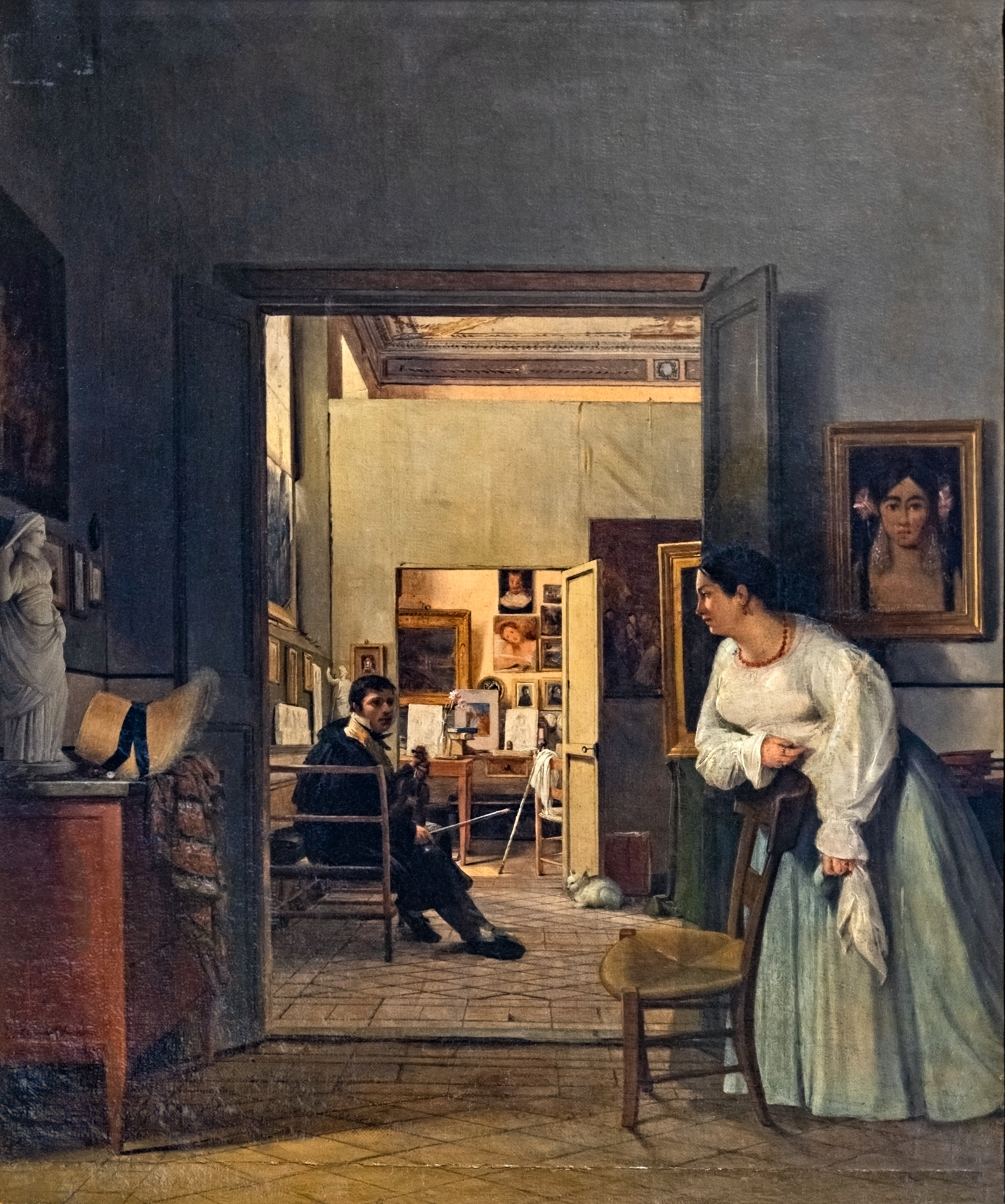
Мастерская Энгра в Риме
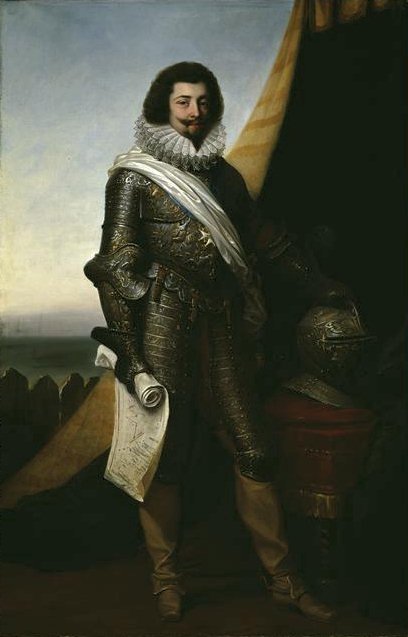
Маршал Франции Франсуа де Бассомпьер
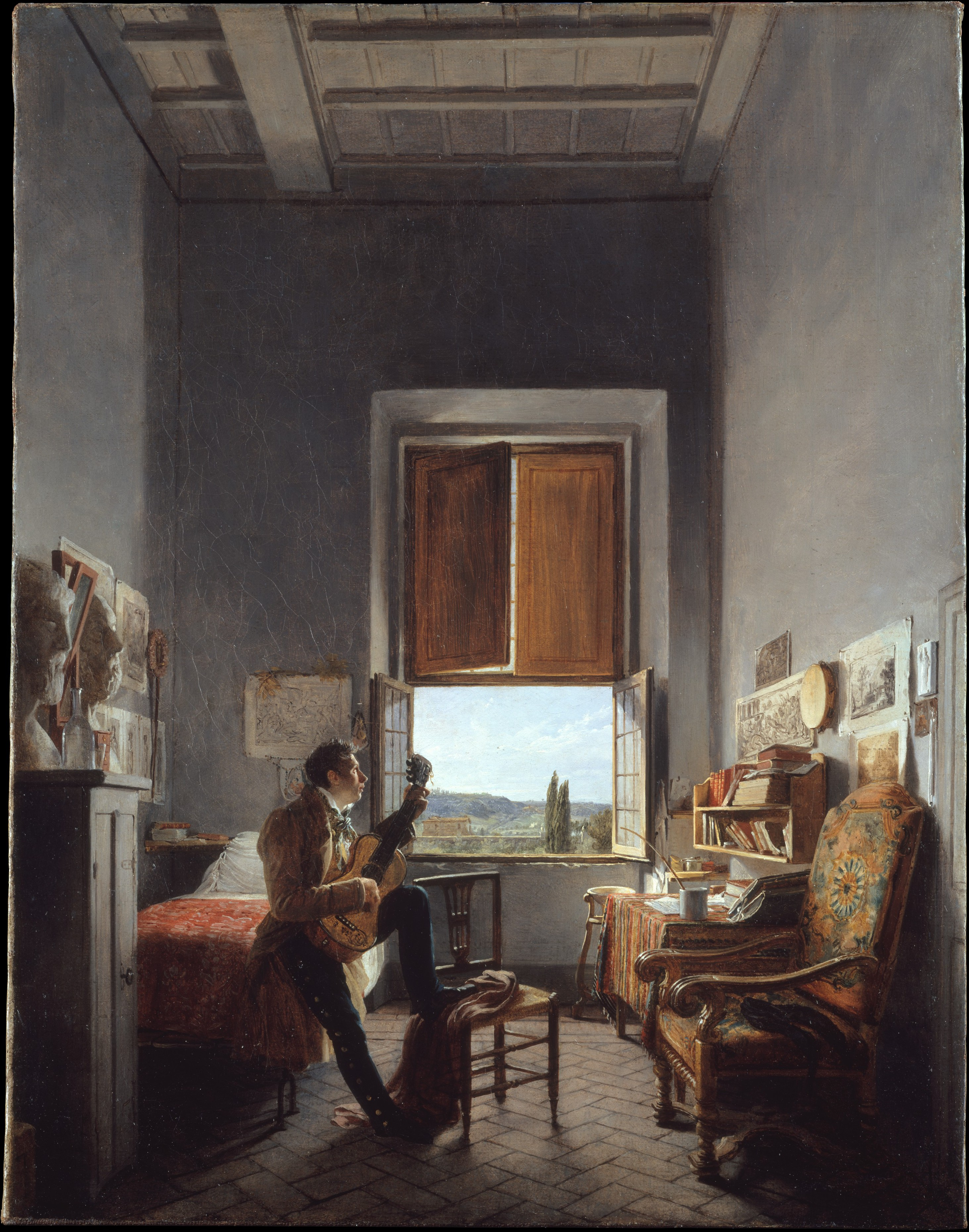
Художник Леон Пальер в своей комнате на Вилле Медичи в Риме